# Kristina Wagner (remera)
Kristina Wagner (Boston, 25 de enero de 1993) es una deportista estadounidense que compite en remo.
Ganó una medalla de bronce en el Campeonato Mundial de Remo de 2023, en la prueba de doble scull. Participó en los Juegos Olímpicos de Tokio 2020, ocupando el quinto lugar en la misma prueba.

## Palmarés internacional
| Campeonato Mundial | Campeonato Mundial | Campeonato Mundial | Campeonato Mundial |
| Año                | Lugar              | Medalla            | Prueba             |
| ------------------ | ------------------ | ------------------ | ------------------ |
| 2023               | Belgrado (Serbia)  | Medalla de bronce  | Doble scull        |